# Вінницька обласна універсальна наукова бібліотека імені Валентина Отамановського
Вінницька обласна універсальна наукова бібліотека імені Валентина Отамановського — одна з найбільших книгозбірень області, інформаційний, культурно-просвітницький, науково-методичний, координаційний центр для бібліотек всіх систем і відомств регіону, головне книгосховище та депозитарій краєзнавчої літератури Вінниччини.
Бібліотека розташована в центральній частині міста, в будівлі, яка є пам'яткою архітектури. Завдяки унікальному фонду універсального характеру, сучасним підходам до організації діяльності та бібліотечно-інформаційного обслуговування читачів, запровадженню новітніх інформаційних технологій, бібліотека має високий рейтинг у мешканців територіальних громад Вінниччини й користується авторитетом не лише в регіоні, але є однією з найкращих обласних книгозбірень України.

## Історія
Історія бібліотеки сягає кінця ХІХ століття, коли завдяки суспільним перетворенням в державі, виникла потреба у відкритті не лише нових навчальних закладів, але й публічних бібліотек у великих містах.
У цей період питання необхідності відкриття міської публічної бібліотеки у м. Вінниці піднімала прогресивно налаштована інтелігенція та представники інших верств населення. Так, 1889 р., за ініціативи місцевого вчителя І. Я. Рубінштейна, було запропоновано відкрити загальнодоступну читальню. У зверненні говорилося, що міська Дума повинна потурбуватися про відкриття бібліотеки «…так как не о едином хлебе жив будет человек». Місцева влада розглянула цю пропозицію (в обговоренні брав участь гласний Думи письменник М. М. Коцюбинський) і відхилила її як передчасну через відсутність для її відкриття належних умов.
20 лютого 1902 р. Вінницька міська Дума, прагнучи гідно вшанувати пам'ять М. В. Гоголя до 50-річчя з дня смерті видатного письменника, на своєму засіданні вирішила «закласти початок Вінницькій публічній бібліотеці ім. Гоголя».
Проєкт бібліотеки підготував вінницький архітектор Г. Г. Артинов. У пояснювальній записці він відмічав, що за зразок брав американські бібліотеки, з точки зору «найкращих засобів зберігання книжкових скарбниць і надання публіці можливості вільно користуватись ними».
У травні 1904 р. розпочато будівництво приміщення міської публічної бібліотеки. Архітектор спроєктував ошатну одноповерхову споруду, в якій мали розміститися дві читальні, книгосховище, помешкання бібліотекарки. Кошторис на будівництво та обладнання склав 14797 крб. 92 коп.
Не марнуючи часу, міська Дума надсилала у видавництва і бібліотеки Петербурга, Москви, Києва, Одеси замовлення на літературу для майбутньої бібліотеки. Одночасно розглядалися пропозиції власників великих приватних книгозбірень. Чимало імен дарувальників зберегла історія й архівні документи.

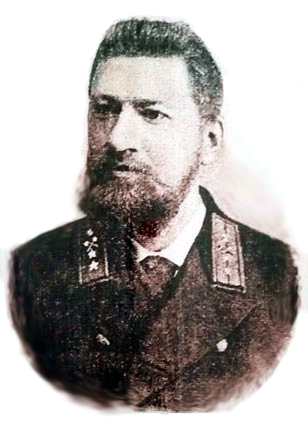
Григорій Артинов

7 лютого 1906 р. члени Розпорядчого комітету в присутності архітектора Г. Г. Артинова прийняли від будівельників новозбудоване приміщення. Протягом наступного року здійснювалося обладнання бібліотеки. Фонд книгозбірні становив 6423 примірники книг і 41 періодичне видання. Першим бібліотекарем новоствореної книгозбірні була дворянка К. С. Вознесенська, яка працювала тут аж до травня 1921 р.
2 (15) лютого 1907 р. нова бібліотека гостинно відчинила свої двері.

Міська гоголівська бібліотека (знімок початку ХХ ст.)

Гоголівська бібліотека обслуговувала дорослих читачів усіх станів і звань (крім студіювальної молоді й солдатів) з 10 до 14 і з 16 до 19 години, у вихідні і святкові дні — з 12 до 16 години. Обмін книг здійснювався не раніше наступного дня. Літературу будь-якою мовою, крім державної російської, можна було видавати тільки після отримання офіційного дозволу. Користування читальним залом коштувало 2 коп. в день незалежно від кількості переглянутих видань. Додому літературу видавали під заставу або під письмове поручительство від керівника закладу, де працював читач. Платня за видачу додому нараховувалась окремо на книги і періодику, залежала вона і від терміну видачі, а для періодики — і від терміну надходження до бібліотеки (так, за 2 книги потрібно було платити 25 коп. в місяць, за 3 книги і новий журнал 60 коп. в місяць, стільки ж за журнал або газету окремо). За несвоєчасне повернення, пошкодження видань стягувався штраф. Читачі, які платили 5 крб. річного внеску, користувалися читальним залом безкоштовно, брали літературу додому на пільгових умовах. Кожному видавалась абонентська книжка, яка була одночасно читацьким квитком і формуляром для обліку отриманих книг.
Міська Дума, зокрема її голова М. В. Оводов, зробили вагомий внесок не лише у відкриття бібліотеки, будівництво її приміщення, наповнення книгами, технічним оснащенням, здійснення контролю за діяльністю у перші роки становлення, але й у створення каталогу на фонд книгозбірні. На його видання було виділено кошти в сумі 800 крб. Нині один примірник видання «Каталогъ книгъ Винницкой Городской Библіотеки въ память Н. В. Гоголя», який вийшов друком 1909 р., зберігається у фонді відділу рідкісних і цінних видань та вміщує перелік 6 тис. книг, наявних на той час у бібліотеці. Частина видань, вміщених у каталозі, зберігаються в «Тімірязєвці» донині і є її гордістю.
У пореволюційний період Гоголівська бібліотека стає центральною міською (пізніше — центральною окружною). До її фондів надходять книги і періодика з розформованих навчальних закладів, націоналізованих приватних зібрань. При бібліотеці створюються гуртки ліквідації неписьменності, різноманітні курси і лекторії, літературні об'єднання. Вона організовує численні пересуви на підприємствах і в селах, надає методичну допомогу бібліотекам міста й краю.
1923 р. бібліотеці присвоюється ім'я К. А. Тімірязєва (на відзначення 80-річчя від дня народження вченого-природознавця).
1923 р. було організовано дитячий відділ на чолі з Г. А. Вінер, на базі якого 1927 р. започатковано майбутню обласну бібліотеку для дітей ім. І. Я. Франка.
1926 р. створене літературне об'єднання, яке влаштовувало зустрічі з відомими письменниками, серед яких — В.Сосюра, І.Микитенко, Л.Первомайський, В.Маяковський, А.Макаренко, І.Бабель, П.Тичина, М.Рильський, О.Безименський. 1927 р., до 20-ї річниці утворення бібліотеки, видано друкарським способом її Відчит.
У 1920-1930-ті рр. в історії бібліотеки спостерігалися і негативні явища, пов'язані з посиленням жорсткого державного контролю за друкованим словом. Проводилася чистка так званої «ідеологічно шкідливої» літератури, що була зібрана у спеціальний архів, який потім бібліотечні працівники назвали «книжковою в'язницею». Окрім творів українських істориків і письменників — М.Грушевського, Д.Яворницького, М.Туган-Барановського, Б.Антоненка-Давидовича, О.Олеся, М.Хвильового, І.Огієнка, Б.Лепкого, М.Вороного, М.Куліша та інших, до «чорних» списків потрапили й окремі твори Л.Толстого («Воскресіння», «Анна Кареніна»), І.Тургенєва («Батьки і діти»), Ф.Достоєвського («Біси», «Ідіот») тощо. Підлягала вилученню вся релігійна література, навіть окрема дитяча. Такі «акції» неодноразово проводилися упродовж багатьох років, і ще чимало книг потрапляли до списків Головліту та до спецархіву. Лише під час горбачовської перебудови книги, які збереглися, були повернуті до основного фонду.
З 1930 р. до складу бібліотеки включено науковий відділ, створений на базі ліквідованої Вінницької філії Всенародної бібліотеки ВУАН в «Мурах». Фонд бібліотеки поповнився рідкісними виданнями, зокрема з україніки та краєзнавства, зібраними свого часу В. Д. Отамановським та іншими членами Кабінету виучування Поділля.
У 1934 р. бібліотеці ім. К. А. Тімірязєва надано статус обласної.
1936 р. будинок бібліотеки надбудували до трьох поверхів (архітектор Леонід Черленіовський був також співтворцем будинку обласної ради навпроти). Докорінно перебудоване старе і добудоване нове приміщення було визнане пам'яткою архітектури місцевого значення.
1940 р. в книгозбірні працювало 57 бібліотечних фахівців. Її фондом, який нараховував понад 400 тис. видань, користувалося 15 779 читачів.
З початком німецько-фашистської окупації гітлерівці розмістили в приміщенні бібліотеки фельдкомендатуру. Фашистами були знищені каталоги, картотеки, інші облікові документи й більша частина фонду. Багато бібліотечних книг окупанти вивозили на берег річки Південний Буг і спалювали. У 1943 р. за розпорядженням міського голови О. О. Савостьянова до Кракова вивезено понад 600 прим. журналів науково-технічного та природничого профілю, а також інших цінних видань. Напередодні визволення Вінниці Савостьянов вивіз понад 4 тис. цінних книг з природничих і хімічних наук. Загалом загинуло більше 300 тис. книг. Бібліотечне обслуговування мешканців міста здійснював відділ у «Мурах». Працівники «Тімірязєвки» брали участь у вінницькому підпіллі. Як герой загинула у фашистському гестапо співробітниця бібліотеки, член підпільної організації І. В. Бевза Наталя Медвідь. Залишаючи Вінницю 18 березня 1944 р., окупанти спалили основне приміщення бібліотеки. Загальний збиток склав 2 млн. 158 тис. крб.
Після визволення міста «Тімірязєвка» ще довгий час залишалася в «Мурах», переживаючи післявоєнну розруху та спустошення. Фонди книгозбірні поповнювалися надходженнями з Держлітфонду і бібліотек країни (загалом отримано 84 тис. прим.). У 1944—1949 рр. вона одержувала обов'язковий безкоштовний примірник усіх цінних видань.
З 1952 р., коли бібліотеку очолив Герой Радянського Союзу І. М. Філіповський, розпочалася її відбудова і реконструкція. Продовжувалася ця робота до 1955 року. Бібліотеку відбудували майже без змін, але додали ще один поверх (архітектор Самуїл Рабін). У нових умовах колектив розгорнув активну культурно-просвітницьку діяльність. Організовувалися різнопланові ювілейні та тематичні книжково-ілюстративні виставки, зустрічі з письменниками. Досить популярними у цей період стали читацькі конференції за творами українських письменників. Було започатковано видання бібліографічного покажчика «Література про Вінницьку область» (1957) і календаря «Знаменні і пам'ятні дати Вінниччини» (1962), відкрито бібліотечний університет «Книга і суспільство» (1961). Випуск останнього продовжується до цих пір, а університет з тією ж назвою щорічно відвідують працівники обласних і наукових бібліотек міста.
У 1966 р. бібліотека отримала статус наукової. Зросли вимоги до змісту та якості обслуговування читачів. Однією з перших «Тімірязєвка» започаткувала відкритий доступ до фонду, запровадила найновіші розробки в галузі бібліотечно-бібліографічної класифікації. Після отримання статусу наукової та з метою поліпшення якісного обслуговування наукових працівників, спеціалістів, студентів, інших категорій користувачів були створені галузеві відділи: літератури з питань сільського господарства, техніки, мистецтв, краєзнавства, згодом рідкісних і цінних видань, літератури іноземними мовами, гуманітарних наук (з сектором журнальної періодики), сектор газетної періодики.
1989 р. до бібліотеки почав надходити Всесоюзний обов'язковий примірник книг. Із спецфонду повернуто понад 1000 видань. З року в рік бібліотечний фонд збільшувався і виникла гостра потреба в розширенні приміщення.
У 1990 р., після багаторічних звернень керівництва та колективу, місцева влада виділила бібліотеці додаткове приміщення в адміністративній будівлі (по вул. Соборній, 70), де було відкрито філію. В даний час там розташовані відділи мистецтв, економіки і новітніх технологій, документів іноземними мовами з інформаційно-ресурсним центром «Вікно в Америку», сектор правової інформації, регіональний тренінговий центр та сектор обмінних фондів.
Розвиток інформаційного суспільства в країні, вплинув і на діяльність бібліотек. З середини 90-х рр. в ОУНБ ім. К. А. Тімірязєва розпочалася комп'ютеризація інформаційно-бібліографічних процесів. У 1996 р. бібліотека виграла свій перший грант від фонду «Євразія» (19 535 $), що стало важливим кроком на шляху до технічної модернізації інформаційно-бібліографічних процесів та входження у світову мережу Інтернет.
29 липня 2022 р. сесія Вінницької обласної Ради своїм рішенням вилучила з назви бібліотеки ім’я російського вченого К. А. Тімірязєва. 25 листопада 2022 р. рішенням сесії Вінницької обласної Ради заклад перейменовано і надано назву «Вінницька обласна універсальна наукова бібліотека імені Валентина Отамановського».

## Бібліотека XXI століття
З 2000 року модернізується структура бібліотеки; відбувається активне впровадження нових інформаційних технологій: створюється вебсторінка «Соціально-економічний портрет регіону», започатковано електронний каталог, регіональний сайт «Вінниччина: інформаційний портрет регіону ВІННІПР-2000»; активізується проєктна діяльність; одержано книги за мегапроєктом «Пушкінська бібліотека».
2001 рік. бібліотека взяла участь у конкурсі проєктів «Інтернет для читачів публічних бібліотек LEAP», оголошений Відділом преси, освіти та культури Посольства США в Україні, і стала одним із 34 переможців (всього було надіслано 130 проєктів). При бібліотеці, у відділі літератури та інформації з питань економіки і права, відбулося відкриття Інтернет-центру, який був оснащений сучасною комп'ютерною технікою. На WEB-сайті ОУНБ відкрито форум, присвячений Центру.
У 2001 році відбувся інформаційний ярмарок «Сучасна Британія» з участю Надзвичайного і Повноважного Посла Великої Британії в Україні Роланда Г. Сміта.
2002 р. ОУНБ виграла проєкт «Електронне урядування ГДМУ» (громадський доступ до місцевого уряду) (8540 $) від Міжнародного фонду «Відродження». Мета проєкту — забезпечення відкритості діяльності регіональної влади, а також організація доступу до інформації і професійних знань самої влади. З участю представників Британської Ради і МФ «Відродження» проведено семінар «Бібліотека та Internet» для керівників владних структур. Відбулася презентація інформаційного портрету регіону Вінниччини. У рамках проєкту в травні проведено «круглий стіл» «Електронне урядування». Організатори — Держкомітет зв'язку та інформатизації України, МФ «Відродження» та Програма Розвитку ООН в Україні. У його роботі брали участь представники Уряду та Парламенту України, міжнародні та громадські організації, представники культури, освіти, науки.
У бібліотеці впроваджуються віртуальні сервіси для віддалених користувачів. Так, з 2003 р. одна з перших в Україні бібліотека запроваджує нову послугу «Бібліографічна довідка». Цього ж року за сприяння Відділу преси, освіти та культури Посольства США в Україні відкрито інформаційний центр «Вікно в Америку» при відділі літератури іноземними мовами. У центрі охочі мають змогу отримати інформацію про історію, географію, культуру, економіку США, подивитися кращі американські фільми, поглибити свої знання з англійської на заняттях гуртка, які проводять волонтери Корпусу Миру США та інші носії мови.
2006 року при бібліотеці відкрито Центр європейської інформації за підтримки МФ «Відродження» в рамках проєкту «Європейське місто Вінниця прямує до Європи». Центр покликаний надавати якнайширшу і об'єктивну інформацію про діяльність Європейського Союзу, зокрема під час щорічного проведення Дня Європи в Україні.
З 28 березня 2007 року згідно з наказом управління культури та туризму Вінницької обласної державної адміністрації на виконання Рішення 10 сесії 5 скликання Вінницької обласної ради № 244 директором Вінницької обласної універсальної наукової бібліотеки ім. К. А. Тімірязєва призначено Н. І. Морозову.
2007 року бібліотека урочисто відзначила 100-річчя з часу заснування. До ювілею тут провели капітальний ремонт будівлі та прилеглої території. І саме такою ми бачимо її до сьогодні. У рамках святкування було проведено Всеукраїнську науково-практичну конференцію «Бібліотека в контексті світової культури, науки, інформації», низку інших заходів. Вийшла друком монографія з історії книгозбірні «Вінницька ОУНБ ім. К. А. Тімірязєва в контексті історії та інноваційному поступі сьогодення». Відзначення вікового ювілею стало для колективу свого роду екзаменом на творчу зрілість, відмічалися творчі здобутки, намічалися плани на майбутнє. Всі учасники урочистостей наголошували, що бібліотека, незважаючи на свій непростий історичний шлях, намагалася зберігати найкращі традиції, здобутки вітчизняної і світової науки, культури, накопичені людством і втілені в друкованому слові, та забезпечити вільний доступ найширших верств населення до цих духовних скарбів.
2010 р. бібліотеки Вінниччини взяли участь у реалізації проєктів Міжнародної програми «Бібліоміст» (партнерська робота IREX, USAID та Міністерства культури України, органів місцевої влади, бібліотек, за підтримки Фундації Білла й Мелінди Гейтс). ОУНБ ім. В. Отамановського стала переможцем конкурсу, і в червні 2010 р. тут відбулося урочисте відкриття Регіонального тренінгового центру. Протягом трьох років на базі Центру пройшли навчання бібліотечні працівники, які стали переможцями І-V раундів конкурсу, інші мешканці міста й області.
У результаті активного впровадження новітніх інформаційних технологій, наполегливої праці колективу на сьогодні бібліотека має декілька Інтернет-ресурсів:
- Офіційний сайтhttps://library.vn
- Електронний каталог [Архівовано 13 травня 2019 у Wayback Machine.]
- Вінницький інформаційний портал [Архівовано 7 червня 2022 у Wayback Machine.]
- Низку тематичних електронних баз даних, блоги, зокрема:
- Відділу краєзнавства [Архівовано 16 травня 2022 у Wayback Machine.], науково-методичного «Бібліоконтинент Вінниччина» [Архівовано 29 травня 2017 у Wayback Machine.]
- Документів іноземними мовами «Вікно в Америку» [Архівовано 27 квітня 2017 у Wayback Machine.]
- Програми «Бібліоміст» — «Бібліомісток» [Архівовано 30 травня 2022 у Wayback Machine.]
- Для людей з особливими потребами [Архівовано 9 травня 2017 у Wayback Machine.] .

Вони систематично поповнюються новими записами, а користувачам надається необмежений доступ до інформаційних ресурсів та комп'ютерних технологій.
2011 р. бібліотека стала переможцем конкурсу «Навчально-інноваційна бібліотека-2011» з проєктом «Вчимося створювати гармонію і успіх». Упродовж реалізації проєкту в 11 провідних бібліотеках України було проведено тренінг «Дизайн бібліотек: пошук свого образу». 2014 р. побачив світ навчальний посібник «Бібліотечний дизайн: історія, розвиток, майбутнє».
2012 р. за сприяння Генерального Консульства Республіки Польща у м. Вінниця у відділі документів іноземними мовами відкрито Центр польської книги та інформації. За підтримки Посольства США в Україні 2013 р. у філії бібліотеки встановлено міжсходинковий підйомник для надання безперешкодного доступу до відділу документів іноземними мовами та Інформаційно-ресурсного Центру «Вікно в Америку» людям на інвалідних візках.
2015 р. бібліотека включилася в реалізацію проєкту «Бібліотеки як центри підтримки громад в умовах воєнної загрози: особливості та потреби організації надання послуг внутрішньо переміщеним особам (ВПО)»; 2016 р. – долучилася до реалізації проєкту ПОЛіС (Поліція і Спільнота), оголошений Міжнародною організацією IREX.

## Фонди
Фонд бібліотеки становить близько одного мільйона документів понад сорока мовами світу на різних носіях інформації, в тому числі налічує понад 500 тис. книг, близько 350 тис. журналів, більше ніж 55 тис. газет, майже 28 тис. нотних видань, 8 тис. аудіовізуальних матеріалів та 3 тис. електронних видань. Є у фонді 2 тис. карт та близько 6 тис. альбомів. Щорічні надходження становлять майже 10 тис. примірників.
З метою надання актуальної та оперативної інформації користувачам, бібліотека щорічно передплачує в межах 450  назв  газет та журналів. Отримує обов'язковий місцевий примірник усіх видань, що виходять на території області.
Бібліотека володіє досить потужним фондом рідкісних і цінних видань, яким опікується спеціальний відділ, створений 2000 р. На початок 2013 р. його кількість склала майже 36 500 примірників. Хронологічні рамки становлять від XV до XXI ст. Це – інкунабули, палеотипи, альдини, ельзевіри, плантени, книги кирилівського шрифту XVI-XVIII ст., гражданського шрифту XVIII-початку XIX ст., прижиттєві видання відомих українських та зарубіжних письменників, діячів науки, культури, мистецтв, рідкісні періодичні видання тощо. Основну частину надходжень останніх років складають нові, сучасні видання. Серед них номерні екземпляри колекційних видань харківського видавництва «Фоліо», наклад яких обмежився 100 примірниками: «Біблія» у перекладі Івана Нечуя-Левицького, Пантелеймона Куліша та Івана Пулюя, «Fata morgana» Михайла Коцюбинського та інші видання.

## Соціокультурна та проєктна діяльність
Вінничани та гості міста мають змогу стати учасниками творчих акцій, що проводить бібліотека, різноманітних за формами та змістом. Це – традиційні Стусівські читання, свята до Міжнародного дня рідної мови, Дня української писемності та мови, презентації нових книг. З метою розвитку творчих здібностей особистості, задоволення інтересів і запитів населення, при бібліотеці діють клуби і об'єднання за інтересами, а саме: науково-краєзнавчий «Дослідник краю», театр книги «Прочитання», садівників-любителів «Садівник», кіноклуб «Х Муза», правовий молодіжний лекторій «Феміда»,Школа медіації і права, гендерний клуб «Я+Ти = Ми», клуб молодих підприємців «Твій бізнес від А до Я», консультативно-правовий центр «Право», гуртки спілкування англійською, польською, німецькою мовами. З травня 2012 р., за підтримки Генерального Консульства Республіки Польща в м. Вінниці, при відділі документів іноземними мовами діє Центр польської літератури та інформації.
Популярними стали різножанрові виставки місцевих митців та представників інших регіонів України, що влаштовуються відділом художньої культури та мистецтв. Вінничани та гості міста упродовж багатьох років ознайомлюються з творами живопису, графіки, скульптури, найкращими зразками декоративно-ужиткового мистецтва, художньою фотографією.
У Вінницькій обласній універсальній науковій бібліотеці імені Валентина Отамановського вперше серед книгозбірень України було започатковано проведення міжнародних науково-практичних конференцій з усної історії, у тому числі збір розповідей майданівців, бійців АТО та очевидців інших історичних подій. З матеріалами конференцій можна ознайомитися на вебсайті бібліотеки.
Подальшому розвитку сучасних бібліотечно-інформаційних послуг сприяє співпраця з міжнародними фондами й організаціями. Бібліотека має великий багаторічний досвід проєктної діяльності, зокрема останніх три роки реалізуються проєкти програми «Бібліоміст» («Організація регіонального тренінгового центру», «Послуги Вінницької ОУНБ: вивчення, аналіз та пропозиції», «Вчимося створювати гармонію і успіх», «Публічні бібліотеки — мости до е-урядування»), «Вікно в Америку». Парк комп'ютерних машин становить на початок 2013 р. 129 одиниць, 103 з яких підключені до мережі Інтернет.

## Користувачі
Протягом року бібліотека обслуговує понад 40 тис. читачів, які опрацьовують 780-800 тис. документів. Щорічні відвідування становлять понад 150 тис. Стільки ж звернень налічується на вебсайт бібліотеки. Це переважно користувачі України, Канади, США, Австрії, Німеччини та інших країн світу.

## Каталогізація
З 2000 року у бібліотеці ведеться електронний каталог, для зручності користування поділений на бази даних. Проводиться ретроконверсія карткових каталогів. Бібліотека надає користувачам сучасні послуги, серед яких безкоштовний доступ до власних електронних продуктів, які постійно поповнюються новими бібліографічними записами (їхня кількість на початок 2018 р. становить понад 1 млн 215 тис.) зокрема: БД «Книга», «Аналітичний опис статей», «Література про Вінницьку область», «В. Стус», «Бібліотека», «Календар знаменних дат», «Козацтво на Вінниччині», «Голодомор», «Вінниччина в роки ІІ Світової війни», «Лядівський монастир», «Коцюбинський та Вінниччина», «Шевченко і Вінниччина», «Персоналії», «Вінничани – учасники Революції гідності та АТО», електронна повнотекстова бібліотека «Наші видання», «Літературна Вінниччина» та ін. Функціонує «Вінницький інформаційний портал». У бібліотеці є вільний доступ до інформаційних ресурсів всесвітньої мережі Інтернет, зона Wі-Fі. Обласна книгозбірня – активний учасник створення Центрального українського корпоративного каталогу (ЦУКК) та Регіонального краєзнавчого каталогу (РКК). 2016р. завершено створення Імідж-каталогу, який вміщує понад 120 тис. відсканованих каталожних карток Генерального алфавітного каталогу.

## Видавнича робота
Результати наукових, книгознавчих досліджень обговорюються на міжнародних науково-практичних конференціях та публікуються у виданнях бібліотеки – книгознавчому альманасі «Подільський книжник», започаткованому 2008 р., виданнях із серій «Наші видатні земляки», «Творчі імена Вінниччини», «Письменники Вінниччини», «Діячі культури і мистецтв краю» тощо. Усі методичні, бібліографічні матеріали, наукові збірники, що видаються бібліотекою з 2000 р., представлені в електронному вигляді на її офіційному сайті.

## Структура бібліотеки
У 2021 році були внесені зміни до структури бібліотеки. Відкрито нові підрозділи, натомість були ліквідовані чи реорганізовані ті, що втратили свою актуальність. Станом на 2024 р. у бібліотеці функціонують 30 відділів і секторів
вул. Соборна, 73
- Сектор обліку користувачів

- Відділ наукової інформації та бібліографії
- Сектор наукової інформації з питань культури і мистецтва
- Відділ абонементу
- Центр обслуговування людей з інвалідністю «INVA-INFORM»
- Відділ маркетингу, реклами та соціокультурної діяльності
- Сектор газетної періодики
- Сектор інформаційних технологій
- Відділ документів із гуманітарних, технічних та природничих наук
- Сектор аграрних наук і виробництва
- Відділ краєзнавства
- Сектор створення краєзнавчих баз даних
- Науково-методичний відділ
- Відділ рідкісних і цінних видань
- Сектор електронних комунікацій та баз даних
- Відділ художньої культури та мистецтв
- Відділ формування бібліотечних фондів
- Сектор каталогізування та організації каталогів
- Відділ зберігання та гігієни бібліотечних фондів
- Редакційно-видавничий сектор

вул. Соборна, 70 (філія)
- Відділ новітніх технологій, економічних та юридичних наук
- Сектор правової інформації
- Cектор «Регіональний тренінговий центр»
- Відділ документів іноземними мовами
- Сектор «Window on America»
- Сектор обмінного фонду
- Відділ медичних наук
- Сектор медичної інформації

## Колектив та дирекція бібліотеки
Колектив ОУНБ ім. В. Отамановського – це команда професіоналів, чисельність яких на початок 2018 р. становить 134 одиниці, з них бібліотечних фахівців – 98, переважна більшість з яких мають вищу, у тому числі фахову, освіту. 
До 110-ї річниці з часу заснування закладу трудовий колектив бібліотеки нагороджений грамотою Верховної Ради України за вагомий внесок у збагачення культурної та наукової спадщини українського народу, формування національних цінностей.
Усього за історію бібліотеки п'ять працівників були удостоєні почесного звання «Заслужений працівник культури». Багато співробітників нагороджені почесними відзнаками Міністерства культури України, грамотами і подяками різних рівнів – Верховної Ради України, Кабінету Міністрів України, Міністерства культури України, Вінницької обласної державної адміністрації та Вінницької обласної Ради, управління культури і мистецтв Вінницької обласної державної адміністрації, різноманітних громадських організацій.
Директори, що очолювали бібліотеку у післявоєнний період:
- Шафорост А. М. – 1944-1951;
- Філіповський І. М., Герой Радянського Союзу – 1952-1973;
- Лучко А. Й., заслужений працівник культури України – 1974-1999;
- Циганюк В. Ф., заслужений працівник культури України – 1999-2006 (з перервою);
- Морозова Н. І., заслужений працівник культури України – 2007-2018.
- Сеник Л. Б – з липня 2018 року-до вересня 2024 року.